# Brusk Herred

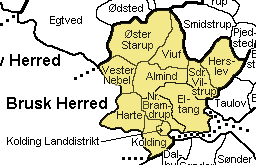
Brusk Herred

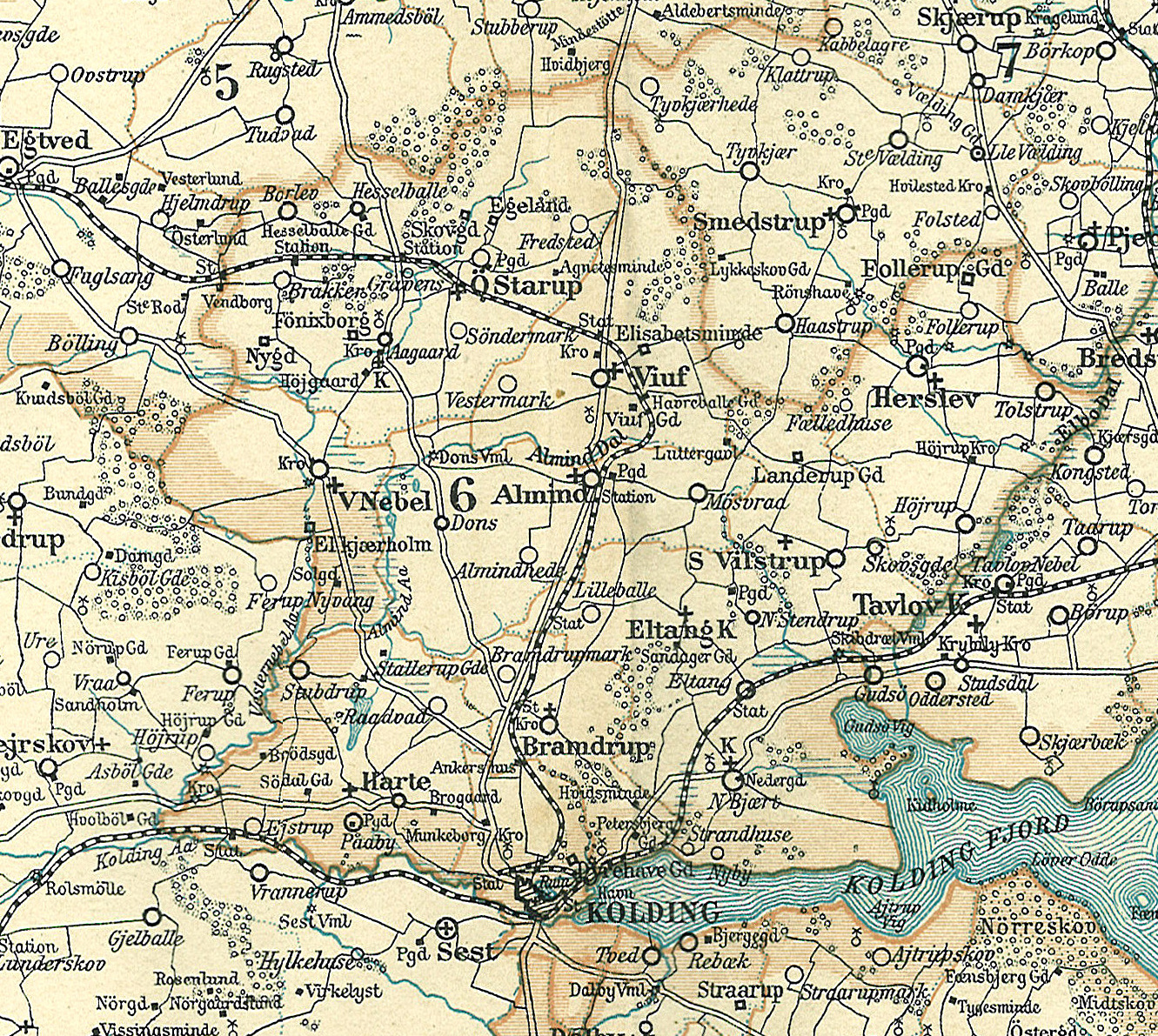
Brusk Herred rond 1900

Brusk Herred was een herred in het voormalige Vejle Amt in Denemarken. Brusk wordt in Kong Valdemars Jordebog genoemd als Almundæhæreth. Binnen Brusk ligt de stad Kolding. Het gebied van Brusk ligt sinds 2007 in de gemeenten Vejle, Kolding en Fredericia.

## Parochies
Behalve Kolding bestond Brusk uit 11 parochies. Alle parochies liggen binnen het bisdom Haderslev.
- Almind
- Brandkjær (niet op de kaart)
- Eltang
- Harte
- Herslev
- Nørre Bjert (niet op de kaart)
- Bramdrup
- Sankt Nikolaj Sogn (niet op de kaart)
- Sønder Vilstrup
- Vester Nebel
- Viuf
- Øster Starup